# Anju Suzuki
Anju Suzuki  (鈴木杏樹?, Suzuki Anju), pseudonimo di Yamagata Kakuko (Osaka, 23 settembre 1969) è un'attrice, cantante e conduttrice televisiva giapponese, che ha debuttato come cantate con l'etichetta discografica PWL, sotto lo pseudonimo di Kakko.

## Biografia
Yamagata ha frequentato la scuola superiore statunitense a Kōbe, ed all'età di 17 anni è stata scoperta da un talent scout dell'etichetta discografica della CBS. Si è trasferita quindi in Gran Bretagna per frequentare una scuola musicale a Londra, prima di essere posta sotto l'attenzione dei produttori Stock Aitken Waterman.
Il suo primo singolo, We Should Be Dancing, targato Stock/Aitken/Waterman, fu pubblicato a febbraio del 1990 e raggiunse solo la posizione 101 nelle classifiche musicali britanniche, mentre il suo secondo singolo, What Kind Of Fool (scritto dai compositori Harding, Curnow e Clift), non riuscì ad entrarvi neanche.
Nel 1991, quindi, la cantante ritornò in patria con lo pseudonimo di Suzuki Anju. Da allora, dedicandosi alla carriera televisiva e cinematografica, ha raggiunto il successo in Giappone come attrice di serie televisive e modella di spot commerciali.

## Discografia
- What Kind of Fool (CBS, 1990)
- We Should Be Dancing (CBS, 1990)

## Filmografia

### Serie televisive
- Kamiji Yusuke Monogatari (Fuji TV, 2009)
- Koori no Hana (TV Asahi, 2008)
- Kimi ga Kureta Natsu (NTV, 2007)
- Imo Tako Nankin (NHK, 2006)
- Aibou 4 (TV Asahi, 2006)
- Kunitori Monogatari (TV Tokyo, 2005)
- Anego (NTV, 2005)
- Shin Kasouken no Onna 2 (TV Asahi, 2005, episodio 1)
- Makeinu no Toboe (NTV, 2005)
- Hikari to tomo ni (NTV, 2004)
- Semishigure (NHK, 2003)
- Zoku Heisei Meoto Jawan (NTV, 2002)
- Let's Go Nagata-cho (NTV, 2001)
- Mukodono! (Fuji TV, 2001)
- Shinjuku Boso Kyukyutai (NTV, 2000)
- Heisei Meoto Jawan (NTV, 2000)
- Okoru Otoko, Warau Onna (NHK, 1999)
- Renai Sagishi (TV Asahi, 1999)
- Sommelier (serie televisiva) (Fuji TV, 1998)
- Koi wa Aserazu (Fuji TV, 1998)
- Koi no Tamerai (TBS, 1997)
- Koi no Bakansu (NTV, 1997)
- Coach (Fuji TV, 1996)
- Bokura ni Ai wo! (Fuji TV, 1995)
- Ninshin Desuyo 2 (Fuji TV, 1995)
- Wakamono no Subete (Fuji TV, 1994)
- Chonan no Yome 2 (TBS, 1994)
- Chonan no Yome (TBS, 1994)
- Asunaro Hakusho Fuji TV, 1993)
- Usotsuki wa Fuufu no Hajimari (NTV, 1993)
- Juunen Ai (TBS, 1992)

### Film
- ZOO (2005)
- Birthday Present (1995)
- Kou Kou Kyoushi: The Movie (1993)

## Premi
- Primi Television Drama Academy Awards (22 giugno 1994): "Migliori Attrice di Supporto" (per Chonan no Yome)